# 49-es főút
49-es főút (ungarisch für ‚Hauptstraße 49‘) ist eine ungarische Hauptstraße der zweiten Kategorie. Sie verläuft von Rohod, wo sie von der 41-es főút (Hauptstraße 41) abzweigt, über Mátészalka und nördlich an Csenger vorbei zur Grenze nach Rumänien bei Csengersima. In Rumänien bildet der Drum național 19A, der von der Grenze nach Satu Mare führt, die Fortsetzung. Ihre Gesamtlänge beträgt 56,5 Kilometer.